# Zirkularatmung
Die Zirkularatmung, Kreisatmung oder auch Permanentatmung ist eine Blastechnik, die einen kontinuierlichen Luftstrom aus dem Mund auch während des Einatmens ermöglicht.

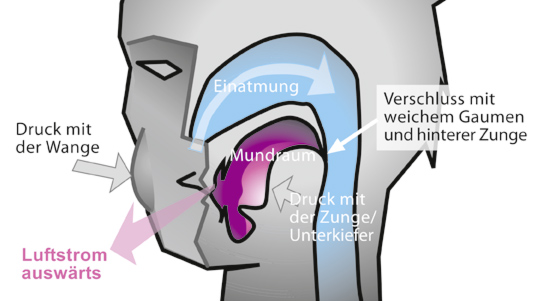
Funktion der Zirkularatmung.
Blau: eingeatmete Luft, rot: herausgedrückte Luft.

Bei dieser Technik speichert der Blasende einen Luftvorrat im Mundraum und trennt diesen daraufhin mit hinterer Zunge und Gaumensegel vom Rachenraum. Nun kann er durch die Nase neue Luft in die Lunge einatmen, während die gespeicherte Luft zur Aufrechterhaltung des Luftstroms durch die umgebende Muskulatur (Kiefer, Wangen, Zunge) durch die Lippen aus dem Mund herausgedrückt wird. Sobald der Einatmungsvorgang abgeschlossen ist, kann wieder ganz normal ausgeatmet/geblasen werden, ohne neu anzublasen, und der Vorgang wiederholt sich. Mit der gleichen Technik kann ein zu großer Luftvorrat auch parallel zur Tonerzeugung durch die Nase abgeatmet werden. 
Die Zirkularatmung wird von Musikern bei Blasinstrumenten (z. B. bei Rohrblattinstrumenten und dem Didgeridoo) eingesetzt, sowie in bestimmten Handwerksberufen, in denen ein kontinuierlicher Luftstrom für Schmelzvorgänge nötig ist (Goldschmiede, Glasbläser).

## Begriff
Der Begriff der „kreisenden“ (zirkulierenden) Atmung entsteht aus dem subjektiven Gefühl des Blasenden, der Atem beschreibe einen Kreislauf. Die Verbildlichung dieses Gefühls hilft auch beim Erlernen der Technik. In anderen Sprachen werden ähnliche Begriffe verwendet, z. B. circular breathing, respiration circulaire, respirazione circolare, im Französischen und Italienischen existiert darüber hinaus jedoch noch der eigentlich treffendere Begriff des „kontinuierlichen Hauches“ (souffle continu).

## Geschichte
Die Ursprünge der Zirkularatmung sind nicht bekannt; da sie von Naturvölkern weltweit eingesetzt wird, lässt sich vermuten, dass sie bereits seit Jahrtausenden praktiziert wird.
Mit Beginn der Neuzeit verringerte sich das Einsatzgebiet der Zirkularatmung in der Musik, da die Bildung von größeren Ensembles das sogenannte chorische Atmen ermöglichte.
Im Handwerk nahm die Verwendung der Zirkularatmung insbesondere seit der Einführung von Flaschengasen und Druckluft ab.
Ein Wiederaufleben erfuhr die Zirkularatmung in den letzten zwei Jahrzehnten durch die Verbreitung des Didgeridoo der australischen Aborigines. An diesem Aerophon erfüllt die Zirkularatmung nicht nur die ökonomische Aufgabe des fortgesetzten Luftstroms, sondern ist Stilmittel zur Klang- und Rhythmuserzeugung. Zudem ist sie an diesem Instrument besonders leicht zu erlernen.

## Technik
Die Technik der Zirkularatmung lässt sich anhand eines Strohhalmes in einem Wasserglas erlernen oder durch das Herausdrücken eines Luftvorrates aus den Wangen bei gleichzeitiger Einatmung. Dabei wird parallel zum „Blubbern“ durch den Strohhalm im Glas durch die Nase eingeatmet.
Die Durchführbarkeit der Zirkularatmung hängt wesentlich von dem benötigten Gegendruck ab. In der handwerklichen Anwendung kann der Gegendruck durch eine Verengung des Blasrohres individuell angepasst werden. Bei Blasinstrumenten mit sehr hohem Gegendruck (Oboe, Krummhorn u. Ä.) kann der benötigte Blasdruck nur schwer erzeugt werden, es kann hierbei zu Schwindelgefühl, Kopfschmerz und anderen Überdruckphänomenen kommen (geplatzte Adern im Augenbereich, hochroter Kopf). Bei sehr niedrigem Gegendruck ist die Kontinuität des Luftstroms nur schwer zu steuern, z. B. bei Flöten. Kommt es dazu noch auf eine genaue Ausrichtung des Luftstroms an, z. B. bei der Querflöte, kann die Zirkularatmung nur mit viel Übung eine sehr eingeschränkte Funktion übernehmen.
Instrumente wie Saxophon, Schalmei, Zurna, Tuba und Posaune weisen ein brauchbares Gegendruckverhalten auf und sind daher gut geeignet für die Zirkularatmung.
Vielfach wird die Zirkularatmung mit dem Phänomen der Hyperventilation in Verbindung gebracht. Dabei wird durch schnelles, zu heftiges Atmen zu viel Kohlendioxid abgeatmet und dem Spieler wird schwindlig. Dieser Effekt wird von manchen Trancepraktiken in Kauf genommen oder sogar gefördert, ist jedoch bei Instrumenten mit potenziell gutmütigem Gegendruckverhalten eher ein Anzeichen von mangelnder Kontrolle über die Atmung und der nötigen Bewegungsabläufe.